# Giacomo Antonio Perti
Œuvres principales
Messa à 12 (1687)
La Rosaura (opéra, 1689)
6 Grands-motets et 2 Benedictus pour le prince Ferdinando de' Medici (1704-1709)
Giacomo Antonio Perti (Bologne, 6 juin 1661 - Bologne, 10 avril 1756) est un compositeur italien ainsi qu'un maître de chapelle (maestro di cappella) actif principalement dans la ville de Bologne durant l'époque baroque.

## Biographie
Bien que né à Bologne (Émilie-Romagne), Giacomo Perti est, de par sa famille, originaire de Crevalcore. Il est fils de Vincenzo Perti et Angiola Beccantini. Il étudie le chant, le clavecin, le violon et le contrepoint (composition), d’abord auprès de son oncle Lorenzo Perti, qui était maître de chapelle depuis 1655, et de Rocco Laurenti, puis auprès de Petronio Franceschini. Durant cette période, il étudie également la grammaire auprès des Jésuites.
À 17 ans, il compose ses premières œuvres, un motet, une messe, des pages d’un magnificat. Peu après, en 1679, il compose le troisième acte de l’opéra Atide, ainsi que son oratorio Santa Serafina e Santa Sabina. En 1681 déjà, il est admis dans la prestigieuse Accademia Filarmonica di Bologna (Académie des Philharmoniques de Bologne), à la suite de quoi il se rend à Parme, où il étudie le contrepoint et la musique sacrée auprès de Giuseppe Corsi da Celano. La plupart de ses Psaumes, composés durant la fin du XVIIe siècle, sont manifestement imprégnés de l’influence de Celani.
En 1682, il part pour Modène, où il compose son drame L’Oreste, puis continue vers Venise, en 1683, où il écrit son Coriolano. En 1690, il est élu à l’unanimité maître de chapelle (maestro di cappella) de San Pietro, fonction qu'il reprend de son oncle et qu’il conservera pendant 60 ans. En 1696, il devient maître de chapelle au sein d’une autre église de Bologne, la Collegiata di San Petronio, à la suite du décès de Giovanni Paolo Colonna dans l’année précédente.
Perti est élu « Prince des Philharmoniques » (Principe de' Filarmonici, une fonction honorifique annuelle) en 1687, en 1693, en 1697, en 1705 et en 1719.

## Œuvres
Giacomo Perti est principalement reconnu en son temps pour sa musique sacrée (musica sacra) et ses opéras ; il excelle dans les œuvres vocales et laisse peu d’œuvres instrumentales. Au cours de sa carrière, il compose un grand nombre d’oratorios et de cantates. Sa production de musique sacrée est considérable : plus de 120 Psaumes, 54 motets, 28 messes, 83 versetti. Dans le registre de la cantate, il laisse près de 150 cantates solo. Son style musical est influencé par Giacomo Carissimi, Antonio Cesti et Luigi Rossi.

### Musiques de scène
- Atide, acte III, 1679
- Marzio Coriolano, 1683
- Oreste in Argo, 1685
- L'incoronazione di Dario, 1686
- La Flavia, 1686
- La Rosaura, 1689 (ed. anastatica New York - Londres, Garland)
- Dionisio siracusano, 1689
- Brenno in Efeso, 1690
- L'inganno scoperto per vendetta, 1691
- Il Pompeo, 1691
- Furio Camillo, 1692
- Nerone fatto Cesare, 1693
- La forza della virtù, 1694
- Laodicea e Berenice, 1695
- Penelope la casta, 1696
- Fausta restituita all'Impero, 1697
- Perseo (con diversi autori), 1697
- Apollo geloso, 1698
- Ariovisto (avec P. Magni et F. Ballarotti), 1699
- La prosperità di Elio Sejano (avec A. Vanelli et F. Martinengo), 1699
- Lucio Vero, actes II et III (acte I de M. Bitti), Pratolino, 1700
- Astianatte, Pratolino, 1701
- Dionisio, re di Portogallo, Pratolino, 1707
- Venceslao, ossia Il fratricida innocente, 1708
- Ginevra, principessa di Scozia, Pratolino, 1708
- Berenice, regina d'Egitto, Pratolino, 1709
- Scipione nelle Spagne, acte II, Barcelone, 1709
- Rodelinda, regina de' Longobardi, Pratolino, 1710
- Il riso nato tra il pianto, avec divers auteurs, 1710
- Il più fedele tra i vassalli, 1710
- Il Cortegiano, prologue, 1739
- Foca superbo
- Rosinda ed Emireno

### Révisions d’œuvres théâtrales d’autres compositeurs
- L'eroe innocente, ovvero Gli equivoci nel sembiante (de Alessandro Scarlatti), 1679
- Teodora Augusta (de Domenico Gabrielli), 1687
- Pompeo Magno (de Giovanni Domenico Freschi), 1687
- Il Re infante (de Carlo Pallavicino), 1694
- Faramondo (de Carlo Francesco Pollarolo), 1710

### Oratorios
- Due gigli porporati nel martirio di Santa Serafia e Santa Sabina, Bologne, 1679
- Abramo vincitor de' proprii affetti, Bologne, 1683 (rev. Modène, 1685; rev. Agar, Bologne, 1689; transmis également sous le titre Agar scacciata ou Sara
- Il Mosè conduttor del popolo ebreo, Modène, 1685
- Oratorio della Passione, Bologne, 1685 (rév. Gesù al sepolcro, 1703; ed. anastatica Bologne, Forni)
- La beata Imelde Lambertini bolognese, Bologne, 1686
- « Oratorio a 6 Voci, con concertino, e concerto grosso » (sujet inconnu), Modène (?), 1687 (perdu)
- San Galgano Guidotti, Bologne, 1694
- La Passione di Cristo, Bologne, 1694 (= Oratorio sopra la passione del Redentore = Affetti di compassione alla morte del Redentor della Vita; en collaboration avec des élèves)
- Christo al Limbo, Bologne, 1698
- La morte del giusto, overo Il transito di San Giuseppe, Venise, 1700 (perdu)
- La lingua profetica del Taumaturgo di Paola, Florence, 1700
- La Morte delusa, Milan, 1703 (contribution au « pasticcio »; perdu)
- I trionfi di Giosuè, Florence, 1704 (contribution au « pasticcio »; perdu)
- La sepoltura di Cristo, Bologne, 1704
- San Petronio, Bologne, 1720 (« pasticcio »)
- La Passione del Redentore, Bologne, 1721
- I conforti di Maria Vergine addolorata per la morte del suo divin Figliuolo, Bologne, 1723 (transmis aussi sous le titre de L'Amor Divino)
- Il figlio prodigo, non daté
- Oratorio della nascita del Signore, non daté
- San Francesco, non daté
- La sepoltura di Cristo, non daté (differente da Bologne, 1704; attribué à Perti, probablement une révision d’une œuvre de Giacomo Cesare Predieri; transmis également sous le titre de San Giovanni)